# De Haere (landgoed)

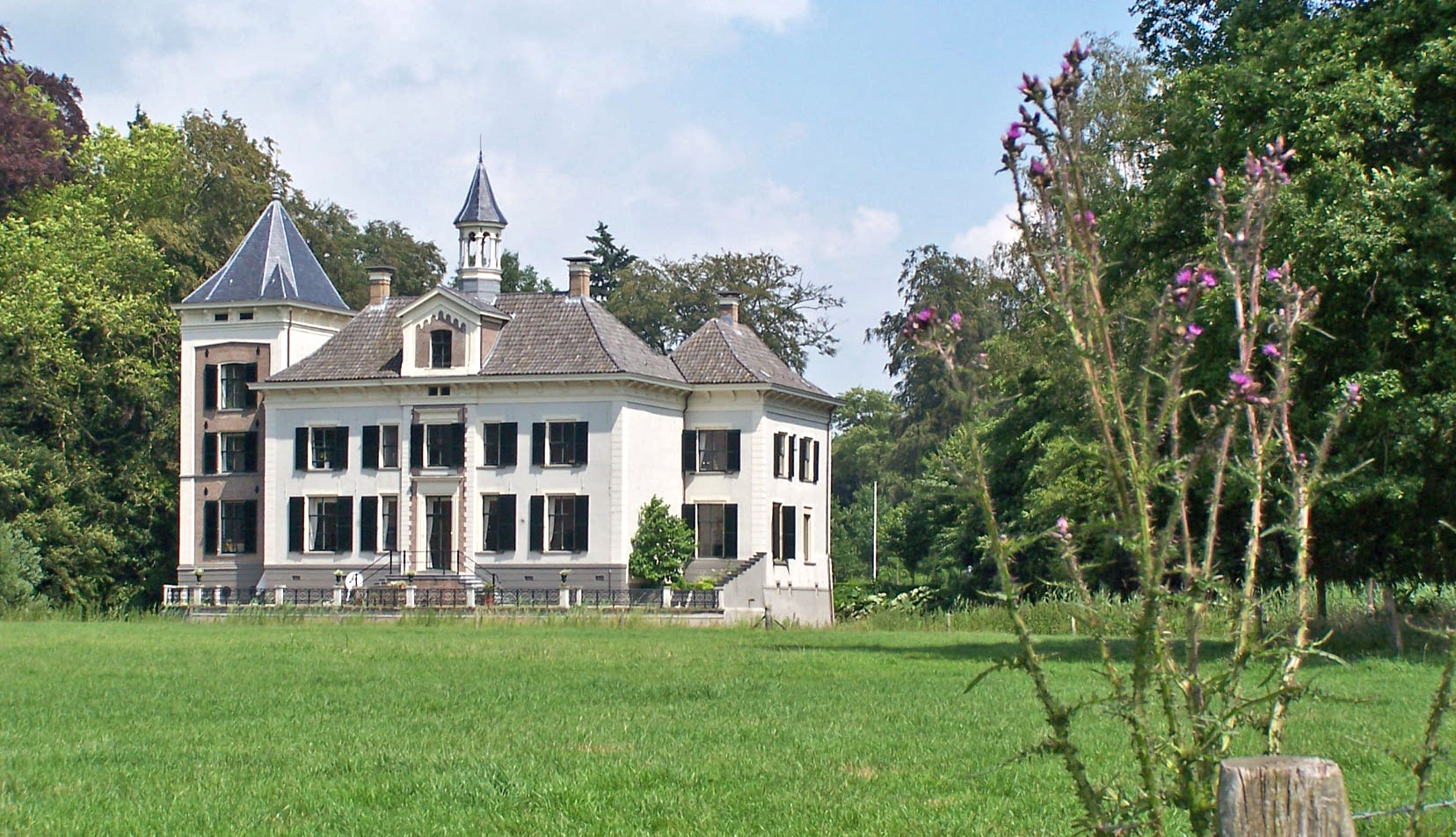
De Haere

De Haere is een havezate aan de rivier de IJssel in de buurtschap Hengforden onder de gemeente Olst-Wijhe, ongeveer 7 km ten noorden van Deventer. Het landgoed is 130 ha groot en bevat een landhuis met park en bijgebouwen. Verder bestaat het uit een aantal boerderijen, gemengd bos, weilanden en bouwland.
Op het landgoed bevindt zich een namaakruïne, de grootste zonnewijzer van Europa en de restanten van een omvangrijk verdedigingsstelsel uit de Koude Oorlog, de IJssellinie. In het huis is het kantoor gevestigd van de eigenaresse, de Stichting IJssellandschap, en op de begane grond is een horecagelegenheid.

## Huis
De Hof ter Hare, toen waarschijnlijk een boerenhoeve, wordt al in 14e-eeuwse documenten genoemd. Het is echter niet zeker of deze hof op de plek van het huidige huis stond. In 1559 is op de plaats van het tegenwoordige landhuis voor de Deventer regent Hendrik van Oldeneel een nieuw huis gebouwd.
Omstreeks 1778 heeft de toenmalige eigenaar Jan van Suchtelen het huis goeddeels opnieuw laten optrekken om het geschikt te maken voor bewoning met zijn gezin met 10 kinderen.
Bij deze verbouwing kreeg het zijn tegenwoordige uiterlijk hoofdgebouw met slotgracht met twee vooruitspringende vleugels en daartussen een portiek en balkon. De Haere kreeg toen ook een geometrisch aangelegd lanenstelsel in de vorm van een uitgerekte ruit volgens Franse stijl.

## Park
In het midden van de 19e eeuw werden tuin en park om het huis opnieuw aangelegd, ditmaal in Engelse landschapstijl.
In 1870 werd als tuindecoratie een 'ruïne-folly' gebouwd, een romantisch uitziende schijnruïne zoals die vooral in Frankrijk en Engeland in trek waren. De folly is in 2008 gerestaureerd. Bezoekers worden nu na binnentreden volautomatisch onthaald op een geluidskunstwerk van André Manuel. Het park biedt ook ruimte aan Europa's grootste zonnewijzer die in 2008 werd vervaardigd door de Deventer kunstsmid Willem Jonkers III. Verder staat er een zes meter hoge beukenstam die verwerkt is tot motorzaagkunstwerk met als thema 'oorlog en vrede'.
Op het landgoed zijn verschillende gemarkeerde wandelingen uitgezet.

## IJssellinie

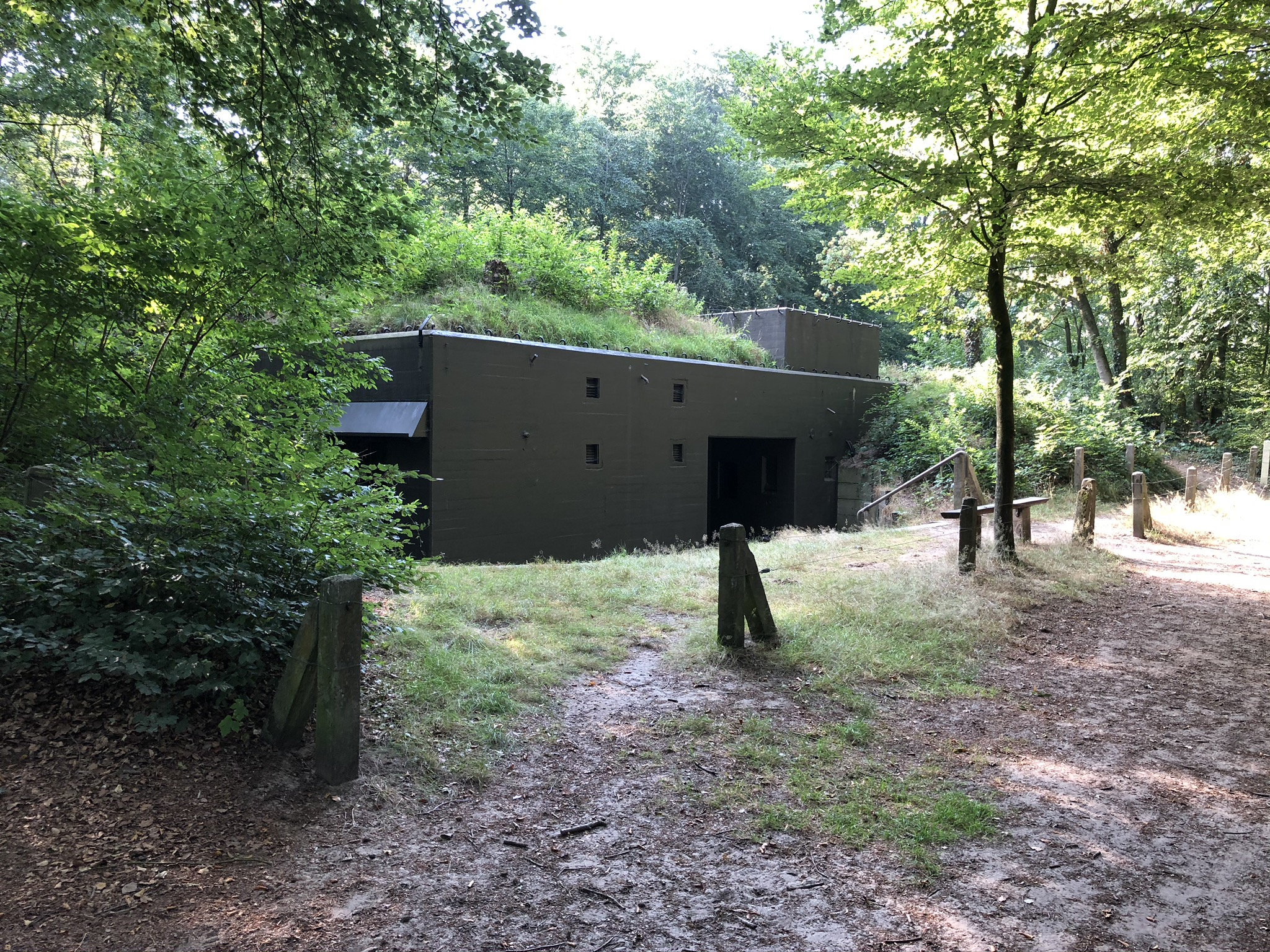
Bunker

Gedurende de Koude Oorlog werd op en bij het landgoed een deel van de IJssellinie, een van de grootste Nederlandse defensiewerken van na de Tweede Wereldoorlog, aangelegd. Het gedeelte bij de Haere bestond uit de mogelijkheid tot afdamming van de rivier de IJssel, een inundatiesluis en kazematten met geschutskoepels. Verder werden er ondergrondse bunkers, waaronder een commandobunker en een noodhospitaal ingericht. Het werk was bij voltooiing door gewijzigde militair strategische inzichten eigenlijk al verouderd. Bij de Cuba-crisis in 1962 zijn wel de eerste stappen tot ingebruikstelling gezet. Sommige onderdelen zijn begin eenentwintigste eeuw gerestaureerd en op gezette tijden ook van binnen te bezichtigen.
Ahnem · Den Alerdinck · Arendshorst · Arkelstein · Averbergen · Beerze · Den Berg · Bergentheim · Blankena · Borgele · Boskamp · Boxbergen · Bredenhorst · Buckhorst · Campherbeek · Collendoorn · Den Dam · Dieze · Dingshof · Den Doorn · Hof te Dorth · Eerde · Egede · De Gelder · Gerner · Glinthuis · Gramsbergen · De Groote Scheere · De Grote Weede · De Haere · Haerst · Hagenvoorde · Heemse · Herxen · Hoenlo · Hofstede · 't Hogeholt · Hogenhof · 't Hoogehuis · Junne · Kranenburg · Krijtenberg · De Kuile · Het Laar · Langeveldslo · Leemcule · Luttenberg · Melenhorst · Mennigjeshave · Nijenhuis · Oosterveen · Den Ordel · De Pol · Pothof · Rande · Rechteren · Het Reelaer · Rhaan · Rollecate · Rutenberg · Schoonheten · Schuilenburg · Vechterweerd · Velner · Venebrugge · Verborg · Voorst · Vrieswijk · Werkeren · Westerveld · Windesheim · Wittenstein · Wolfshagen · Zuthem
Den Aalshorst · Den Alerdinck · Huis Almelo · Arkelstein · Averbergen · Azoelen · Backenhagen · Bellinckhof · Den Berg · Huis Bergentheim · Beugelskamp · Beverfeurde · Blankena · Hof te Boekelo · Borgbeuningen · Havezate Boskamp · Boxbergen · Havezate Brecklenkamp · Bredenhorst · Buckhorst · Campherbeek · Colckhof · Den Dam · Huis Diepenheim · Dingshof · Dubbelink · Kasteel Eerde · Egede · Havezate Elsen · Everlo · Landgoed Frieswijk · Glinthuis · Huis Gramsbergen · Grimberg · Grotenhuis · De Haere · Haerst · Hagmeule · Slot Hardenberg · Huis Heeckeren · Huis Hengelo · Herxen · Hofstede · Hogenhof · Hondeborg · Katenhorst · Kevelham · Kranenburg · De Kuile · Het Laar · Leemcule · Luttenberg · Mataram · Mennigjeshave · Nijenhuis (Diepenheim) · Nijenhuis (Olst-Wijhe) · Oldemeule · Olidam · Oosterhof · Huis te Ootmarsum · Den Ordel · Pekkedam · Pothof · Rande · Kasteel Rechteren · Het Reelaer · Rhaan · Rutenberg · Huis Saasveld · Havezate Schoonheten · Havezate Schuilenburg · Singraven · Stoevelaar · Kasteel Toutenburg · Twickel · Vechterweerd · Venebrugge · Kasteel Voorst · Warmelo · Wegdam · Weldam · Weleveld · Huis Werkeren · Westerflier · Wittenstein · Zuthem